# 엘프 (대한민국의 음악 그룹)
엘프(Elf)는 2004년에 활동한 대한민국의 팝, 댄스 팝, 발라드 팝 4인조 걸그룹이다.
다음카페 2기 얼짱 5인중 4명으로 구성 되었다.

## 활동
2003년에 결성되어 동년 11월 음반 준비 중인 상태에서 홍보기사만으로 인터넷 인기가수 검색순위 6위에까지 올라 기대와 관심을 받았다. 2004년 6월 4일 싱글 앨범 〈elf〉로 데뷔하였으며 STV 인기가요로 데뷔 무대를 치렀고 한 달도 안 되어 동년 7월 1일 MTV 특집프로그램 네꿈을 펼쳐라에 게스트로 출연하였다.
하지만 솔로 댄스 가수인 김하니의 데뷔로 인해 문제가 생겼다. 동방신기와 관련된 루머 때문에 이슈가 된 엘프 멤버의 김하니(이 당시에 엘프 멤버인 하니는 예명이 없었던 시절이다) 때문에 문제가 생겼다. 솔로 김하니는 혼동을 피하기 위해 하니라고 활동명을 개명하였다. 하지만 그 사이 엘프의 김하니도 하니로 이름을 변경하였다. 당시 팬들은 엘프 하니를 솔로 하니로 착각해 미니홈피와 카페 등에 심한 욕설을 퍼붓고 해킹을 하기도 했다. 이런 상황에서 2개월 뒤 동년 12월 중화인민공화국 베이징에서 열리는 한중가요제에 참가해 한류스타로 진출하였다.
하지만 1집 이후로 조용히 해체하였으며, 멤버 푸른을 제외하고 나머지 멤버들은 모두 일반인으로 살고 있다.
멤버 푸른은 김지유라는 예명으로 활동하였으나 2015년 이후로 활동이 없다.

## 이전 구성원
- 푸른: 1984년 출생
- 하니: 1987년 출생
- 이슬: 1986년 출생
- 정우: 1986년 출생

## 음반 목록

### 싱글 앨범
| 번호 | 앨범 정보                         | 트랙 리스트 |
| ---- | --------------------------------- | --- |
| 1    | 〈elf〉 - 발매일: 2004년 6월 21일 | 1. 백마탄 왕자 2. Pretty Poison 3. 슬픈 기적 4. 찬바람이 불면 5. Pretty Poison (Instrumental) 6. 슬픈 기적 (Instrumental) |